# Magdalena van Waldeck-Wildungen
Gravin Magdalena van Waldeck-Wildungen (1558 – Slot Idstein, 9 september 1599), Duits: Magdalena Gräfin zu Waldeck-Wildungen, was een gravin uit het Huis Waldeck en door huwelijk achtereenvolgens gravin van Hanau-Münzenberg en gravin van Nassau-Siegen.

## Biografie
Magdalena werd in 1558 geboren als de jongste dochter van graaf Filips IV van Waldeck-Wildungen en diens derde echtgenote gravin Jutta van Isenburg-Grenzau. De exacte geboortedatum en geboorteplaats van Magdalena zijn onbekend.
Magdalena huwde op Slot Hanau op 5 februari 1576 met graaf Filips Lodewijk I van Hanau-Münzenberg (21 november 1553 – Hanau, 4 februari 1580), de oudste zoon van graaf Filips III van Hanau-Münzenberg en paltsgravin Helena van Simmern. Filips Lodewijk volgde zijn vader in 1561 op en stond eerst onder regentschap van zijn oom graaf Johan VI ‘de Oude’ van Nassau-Siegen (Filips III van Hanau-Münzenberg en Johan VI ‘de Oude’ van Nassau-Siegen waren allebei zoons van gravin Juliana van Stolberg-Wernigerode). Filips Lodewijk overleed ‘Donnerstag nach Purificationis Mariæ, zwischen 4 und 5 Uhr Nachmittag durch eine Ohnmacht, welche ihre Gnaden ganz unversehentlich über Tisch und dem Spielen ankommen’.

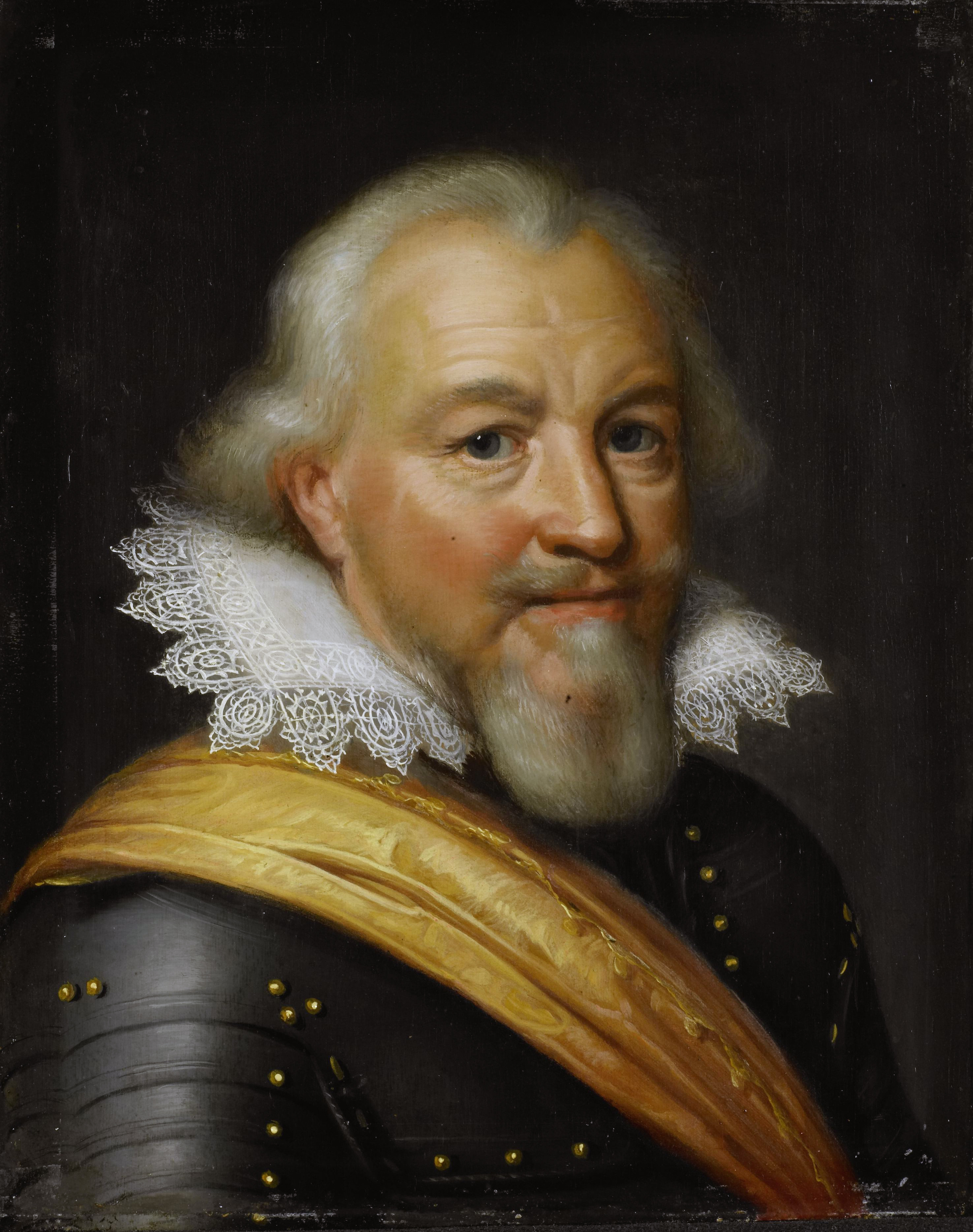
Graaf Johan VII ‘de Middelste’ van Nassau-Siegen, de tweede echtgenoot van Magadalena. Atelier van Jan Antonisz. van Ravesteyn, ca. 1610-1620, Rijksmuseum Amsterdam.

Magdalena hertrouwde op Slot Dillenburg op 9 december 1581 met graaf Johan VII ‘de Middelste’ van Nassau-Siegen (Slot Siegen, 7 juni 1561 – aldaar, 27 september 1623), de tweede zoon van graaf Johan VI ‘de Oude’ van Nassau-Siegen en diens eerste echtgenote landgravin Elisabeth van Leuchtenberg. Door zijn huwelijk met Magdalena versterkte Johan ‘de Middelste’ de verhoudingen binnen de Wetterauer Grafenverein en droeg zo bij tot de versterking van het Huis Nassau. Johan ‘de Middelste’ was een neef van Magdalena’s eerste echtgenoot. Magdalena’s overgrootmoeder gravin Johanna van Nassau-Siegen, was een oudere zuster van graaf Johan V van Nassau-Siegen, de overgrootvader van Johan ‘de Middelste’. Magdalena’s betovergrootmoeder gravin Jutta van Eppstein-Münzenberg was een kleindochter van graaf Adolf I van Nassau-Siegen, de oudste broer van graaf Engelbrecht I van Nassau-Siegen, de grootvader van graaf Johan V.
Magdalena overleed op 9 september 1599 op Slot Idstein, waar ze verbleef voor de begrafenis van haar neefje graaf Johan Filips van Nassau-Idstein. Ze werd op 13 september 1599 begraven in de grafkelder in de Evangelische Stadskerk in Dillenburg. Bernhard Textor schreef een Leichenpredigt voor Magdalena die in 1600 in Herborn werd uitgegeven.
Johan hertrouwde op Slot Rotenburg op 27 augustus 1603 met hertogin Margaretha van Sleeswijk-Holstein-Sonderburg (Haus Sandberg am Alsensund bij Sonderburg, 24 februari 1583 – Nassauischer Hof, Siegen, 10/20 april 1658), de jongste dochter van hertog Johan ‘de Jongere’ van Sleeswijk-Holstein-Sonderburg en diens eerste echtgenote hertogin Elisabeth van Brunswijk-Grubenhagen.
Bij het overlijden van zijn vader op 8 oktober 1606 volgde Johan zijn vader op samen met zijn broers Willem Lodewijk, George, Ernst Casimir en Johan Lodewijk. Op 30 maart 1607 deelden de broers hun bezittingen, waarbij Johan Siegen, Freudenberg, Netphen, Hilchenbach, Ferndorf en het Haingericht verkreeg.

Johan overleed 62 jaar oud en werd op 5/15 november 1623 begraven in de Nicolaaskerk in Siegen. Daar had hij voor de door hem gestichte dynastie de bouw van een waardige begraafplaats gepland. Hiervoor bestaan opmerkelijke aantekeningen in het Latijn, deels in elegische verzen, voor een geprojecteerd gedenkteken en begraafplaats van de landsheerlijke familie uit de tijd rond 1620 met de naamgeving van alle 25 kinderen uit zijn twee huwelijken, met ook details over geboorte, huwelijk en overlijden van zijn familieleden. Aangezien het project niet werd uitgevoerd, vonden de begrafenissen van de leden van de familie tussen 1607 en 1658 plaats in de ontoereikende grafkelder onder het koor van de genoemde parochiekerk. Op een tot nu toe onbekend tijdstip werd Magdalena daar bij haar echtgenoot Johan ‘de Middelste’ bijgezet. Op 29 april 1690 werden Magdalena en Johan overgebracht naar de Fürstengruft aldaar.

## Kinderen

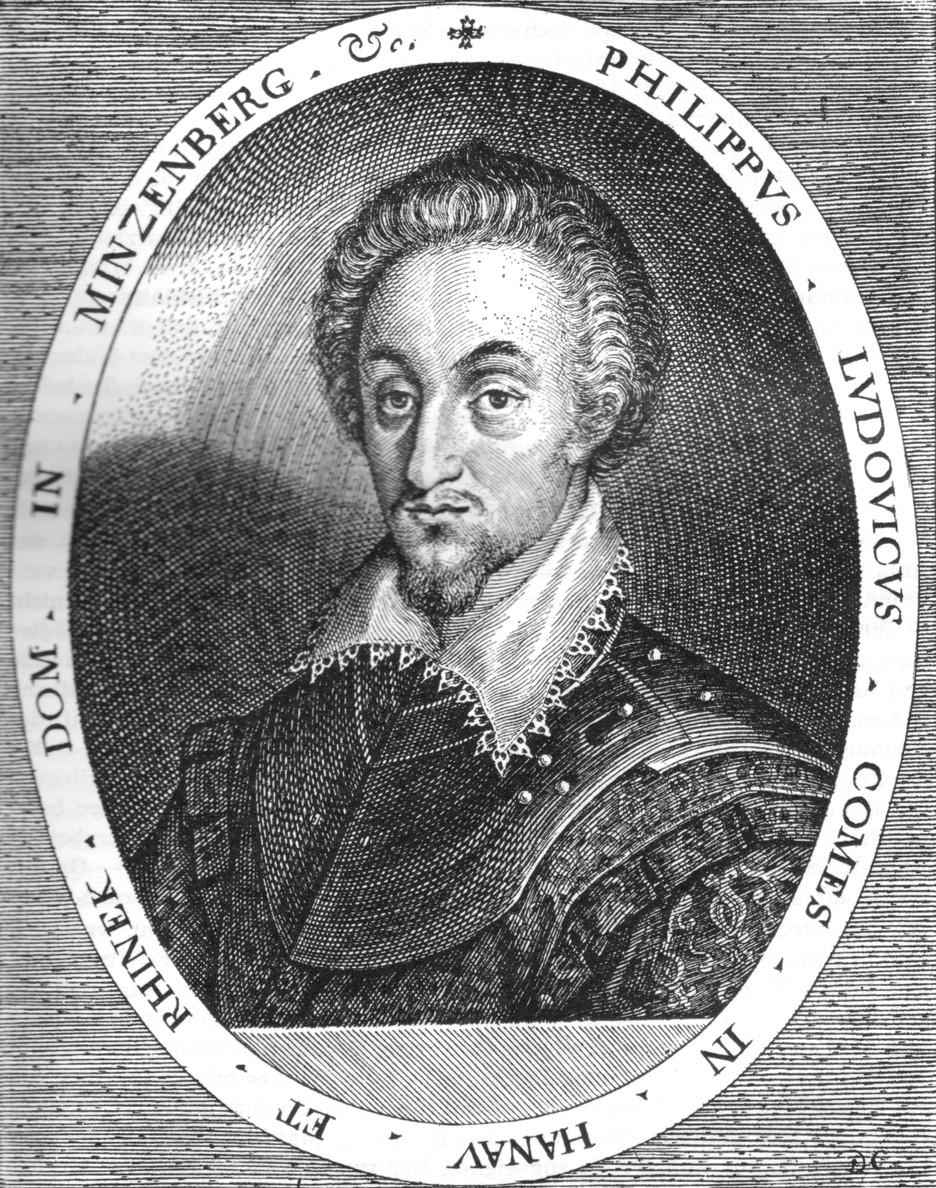
Graaf Filips Lodewijk II van Hanau-Münzenberg (1576-1612). Kopergravure door Dominicus Custos, Historisches Museum, Hanau.

### Eerste huwelijk
Uit het huwelijk van Magdalena met Filips Lodewijk I van Hanau-Münzenberg werden de volgende kinderen geboren:
1. Filips Lodewijk II (Hanau, 18 november 1576 – aldaar, 9/19 augustus 1612), volgde in 1580 zijn vader op als graaf van Hanau-Münzenberg. Huwde in Dillenburg op 23 oktober/2 november 1596 met gravin Catharina Belgica van Nassau (Antwerpen, 31 juli 1578 – Den Haag, 12/22 april 1648), dochter van prins Willem I ‘de Zwijger’ van Oranje en hertogin Charlotte van Bourbon-Montpensier.
2. Juliana (13 oktober 1577 – 2 december 1577).
3. Willem (26 augustus 1578 – 4 juni 1579).
4. Albrecht (12 november 1579 – Straatsburg, 19 december 1635), volgde in 1580 zijn vader op als graaf van Hanau-Schwarzenfels. Huwde op 16 augustus 1604 met gravin Ehrengard van Isenburg-Birstein (1 oktober 1577 – Frankfurt, 21 september 1637).

### Tweede huwelijk
Uit het huwelijk van Magdalena met Johan VII ‘de Middelste’ van Nassau-Siegen werden de volgende kinderen geboren:
1. Johan Ernst (Slot Siegen, 21 oktober 1582Jul.[noot 13] – Udine, 16/17 september 1617Jul.[noot 14]), was onder meer generaal van de Republiek Venetië.
2. Johan VIII ‘de Jongere’ (Slot Dillenburg, 29 september 1583Jul.[noot 15] – Kasteel Ronse bij Oudenaarde, 27 juli 1638[noot 16]), volgde in 1623 zijn vader op als graaf van Nassau-Siegen. Huwde in Brussel op 13 augustus 1618 met prinses Ernestine Yolande van Ligne (2 november 1594 – Brussel, 4 januari 1663).
3. Elisabeth (Slot Dillenburg, 8 november 1584 – Landau, 26 juli 1661), huwde in Wildungen in november 1604[noot 17] met graaf Christiaan van Waldeck-Wildungen (Slot Eisenberg, 24/25 december 1585 – Burcht Waldeck, 31 december 1637).
4. Adolf (Slot Dillenburg, 8 augustus 1586 – Xanten, 7 november 1608), was ritmeester in Staatse dienst.
5. Juliana (Slot Dillenburg, 3 september 1587[noot 18] – Eschwege, 15 februari 1643[noot 19]), huwde op Slot Dillenburg op 21 mei 1603Jul.[noot 20] (Beilager) en in Kassel op 4 juni 1603Jul. (Heimführung)[35] met landgraaf Maurits ‘de Geleerde’ van Hessen-Kassel (Kassel, 25 mei 1572 – Eschwege, 15 maart 1632).
6. Anna Maria (Slot Dillenburg, 3 maart 1589 – 22 februari 1620), huwde in Dillenburg op 3 februari 1611Jul.[noot 21] met Johan Adolf van Daun-Falkenstein-Broich (ca. 1581 – 13 maart 1653), graaf van Falkenstein en Broich.
7. Johan Albert (Dillenburg, 8 februari 1590[noot 22] – aldaar, 1590).
8. Willem (Dillenburg, 13 augustus 1592[noot 23] – Orsoy, 7/17 juli 1642[noot 24]), was sinds 1624 graaf in een deel van Nassau-Siegen en sinds 1633 veldmaarschalk van het Staatse leger. Huwde op Slot Siegen op 17 januari 1619[noot 25] met gravin Christiane van Erbach[noot 26] (5 juni 1596 – Culemborg, 6 juli 1646[noot 27]).
9. Anna Johanna[noot 28] (Slot Dillenburg, 2 maart 1594Jul.[noot 29] – Den Haag, december 1636[noot 30]), huwde op Slot Broich bij Mülheim an der Ruhr op 19 juni 1619[noot 31] met Johan Wolfert van Brederode (Heusden (?), 12 juni 1599 – Kasteel Petersheim bij Maastricht, 3 september 1655), heer van Brederode, Vianen, Ameide en Cloetingen.
10. Frederik Lodewijk (2 februari 1595 – Dillenburg, 22 april 1600Jul.[noot 32]).
11. Magdalena  (23 februari 1596 – 6 december 1662[noot 33]), huwde eerst in augustus 1631 met Bernhard Moritz Freiherr von Oeynhausen-Velmede[noot 34] (1602 – Leipzig, 20 november 1632) en hertrouwde op 25 augustus 1642 met Philipp Wilhelm Freiherr von Innhausen und Knyphausen (20 maart 1591 – Bremen, 5 mei 1652).
12. Johan Frederik (10 februari 1597[noot 35] – 1597[noot 36]).

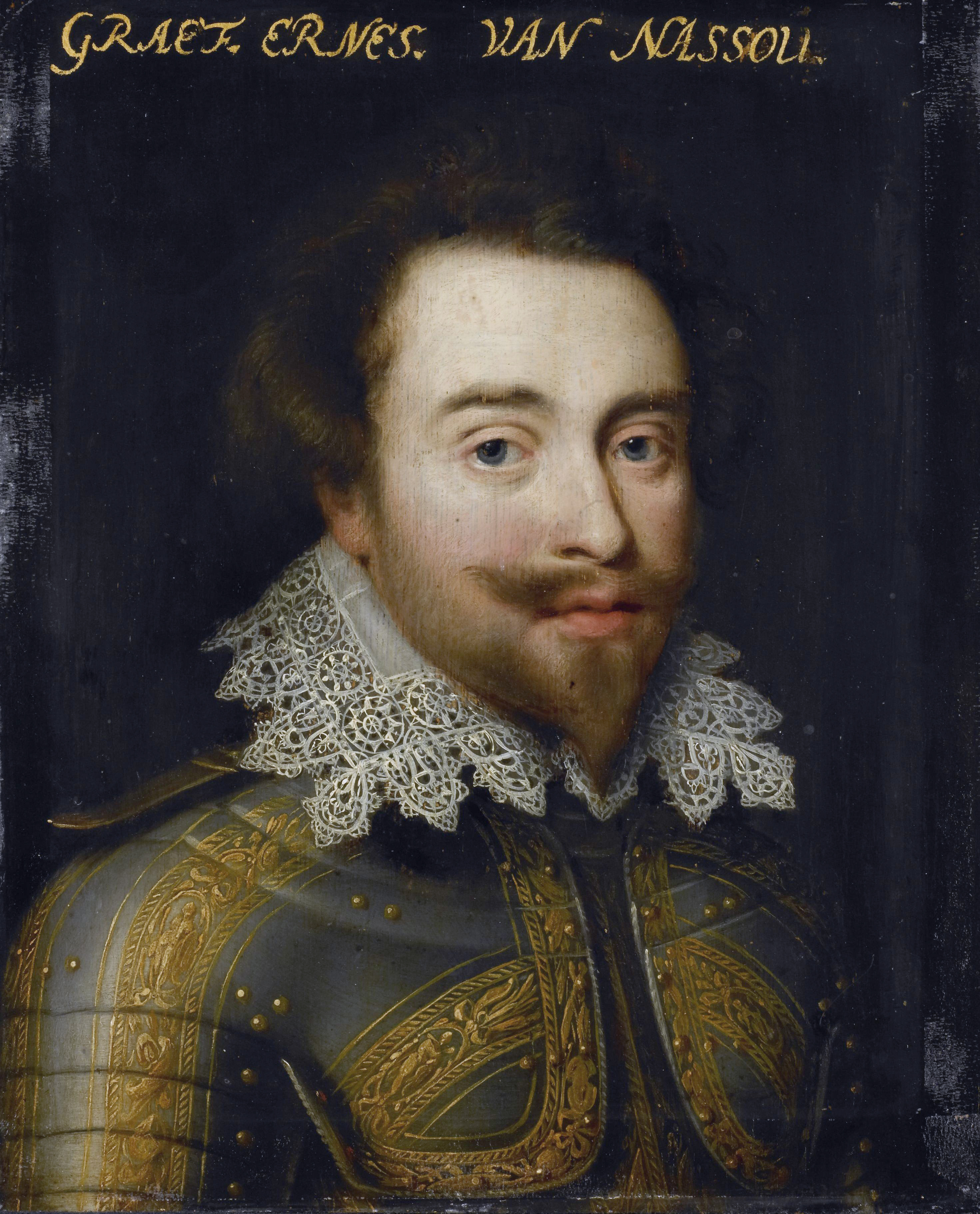
Graaf Johan Ernst van Nassau-Siegen (1582-1617).
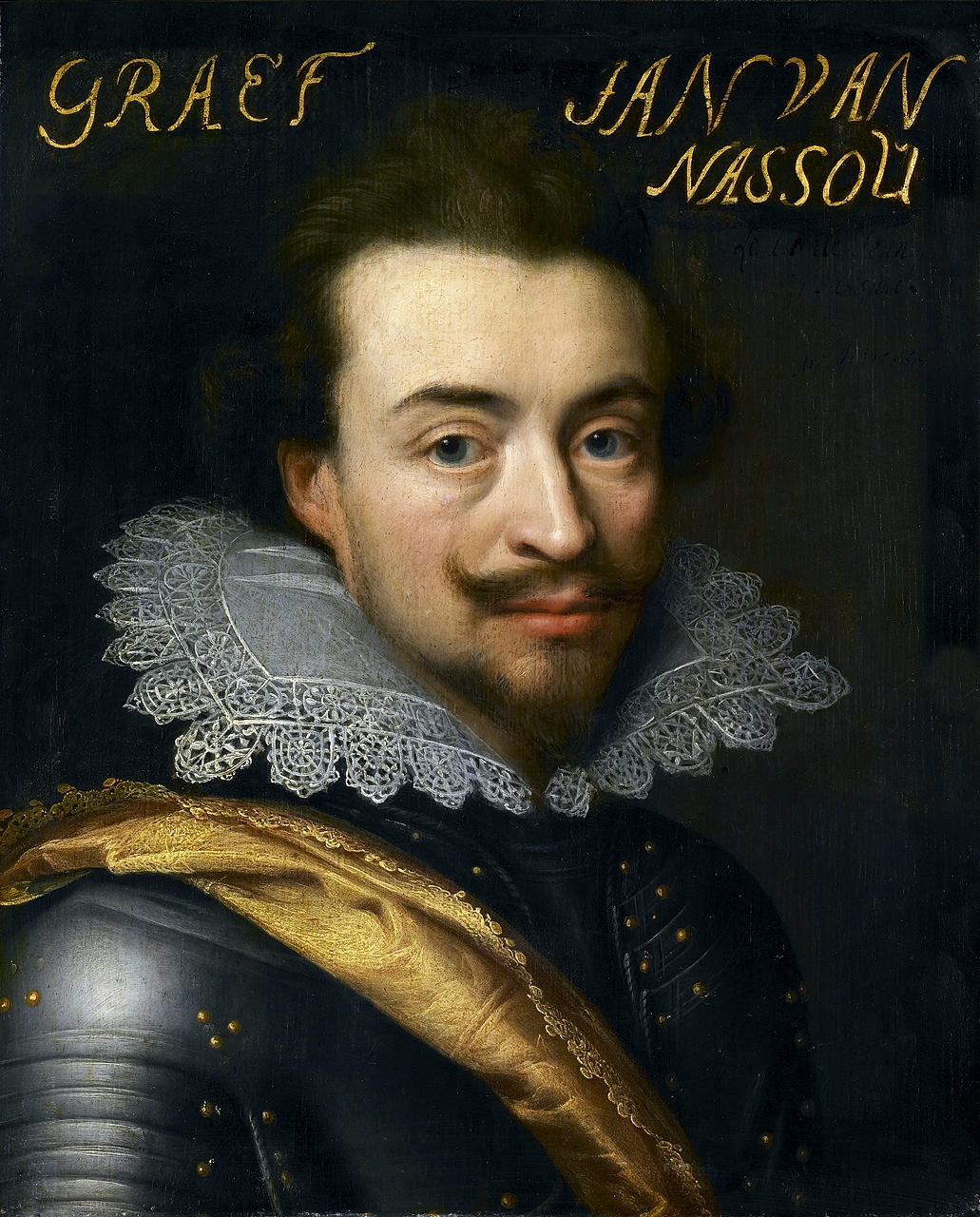
Graaf Johan VIII ‘de Jongere’ van Nassau-Siegen (1583-1638).
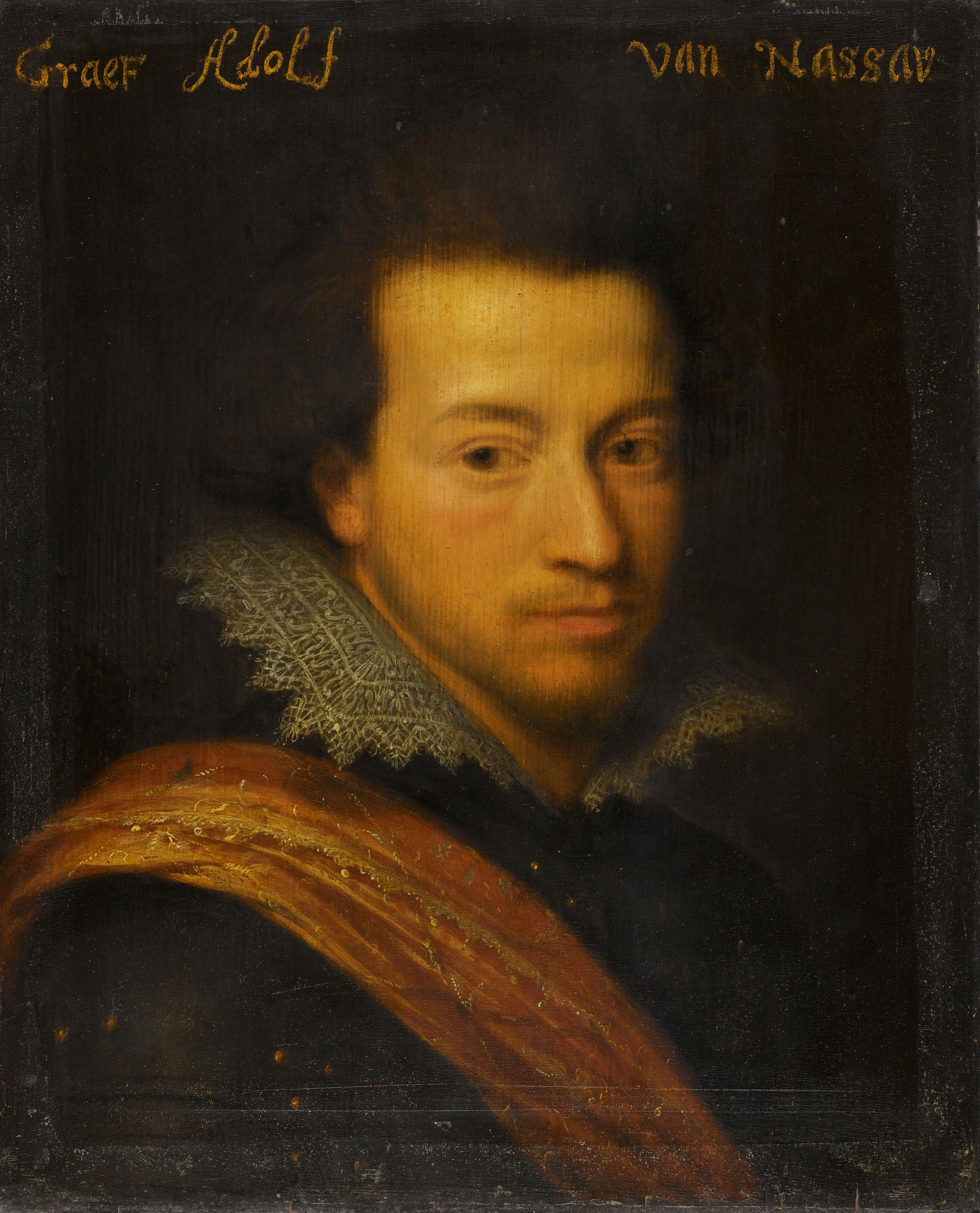
Graaf Adolf van Nassau-Siegen (1586-1608).
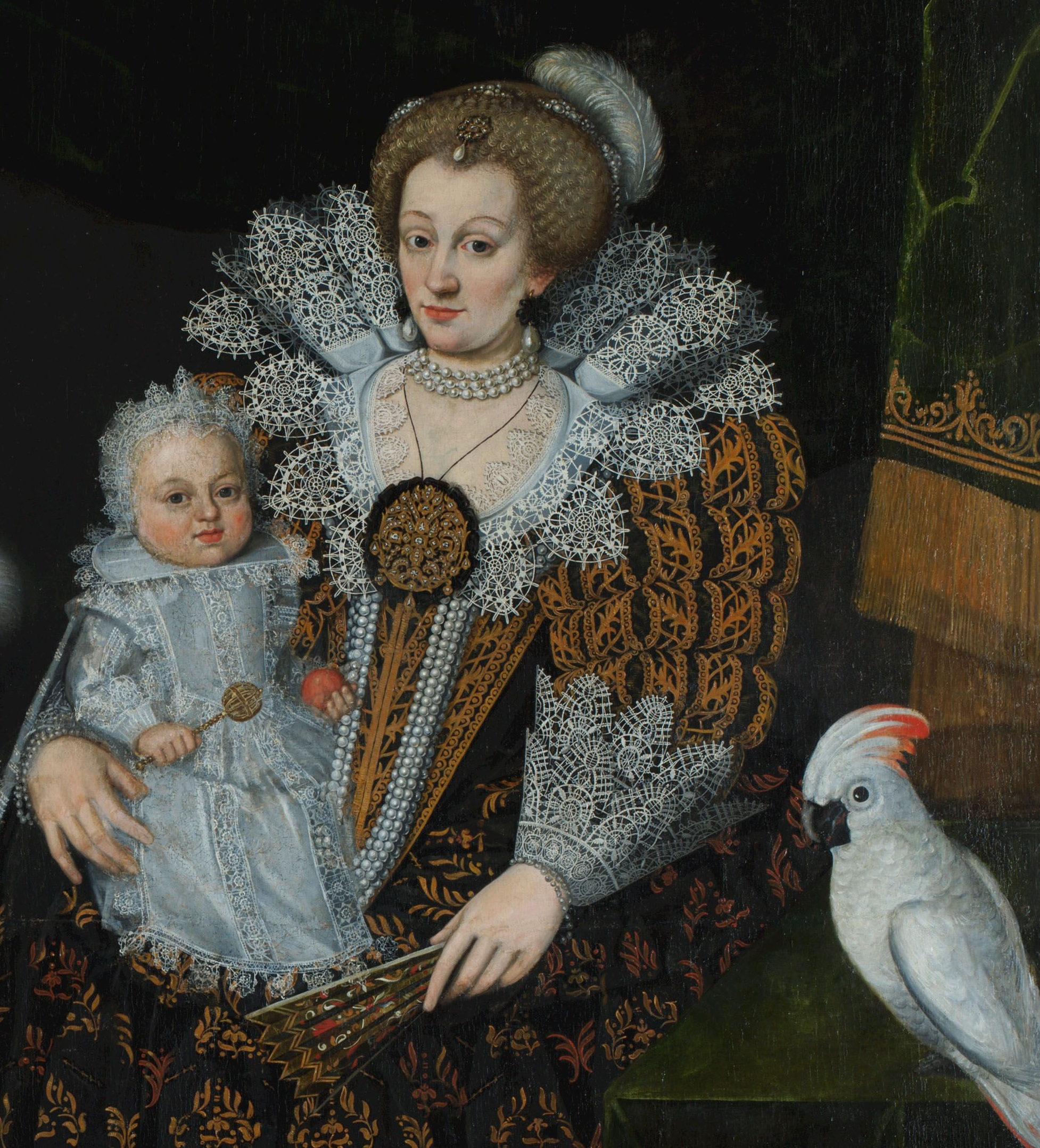
Gravin Juliana van Nassau-Siegen (1587-1643).
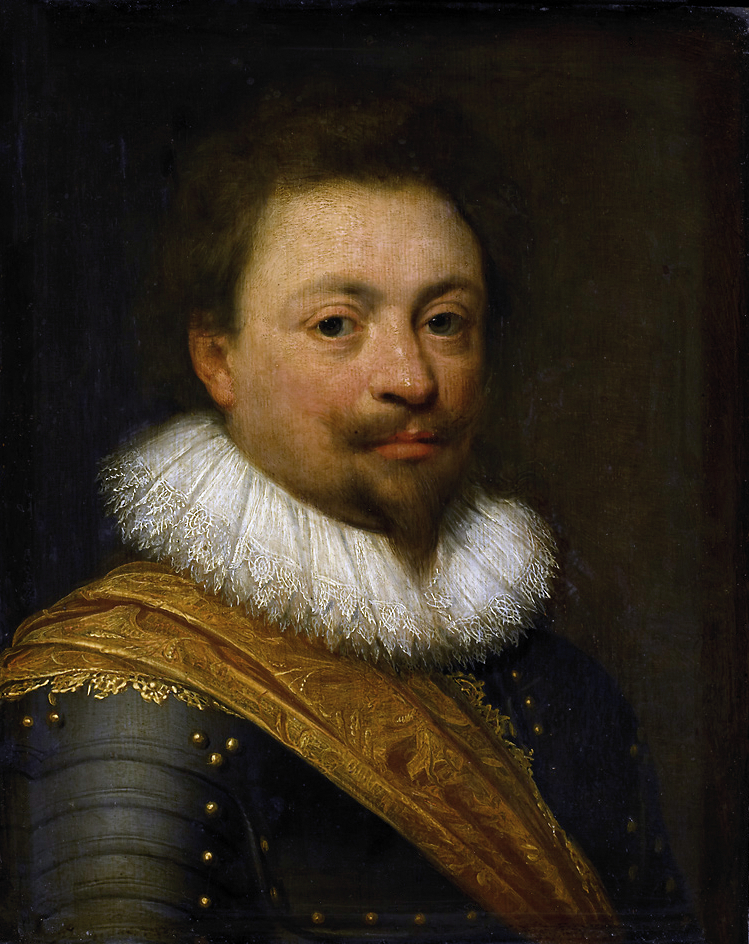
Graaf Willem van Nassau-Siegen (1592-1642).
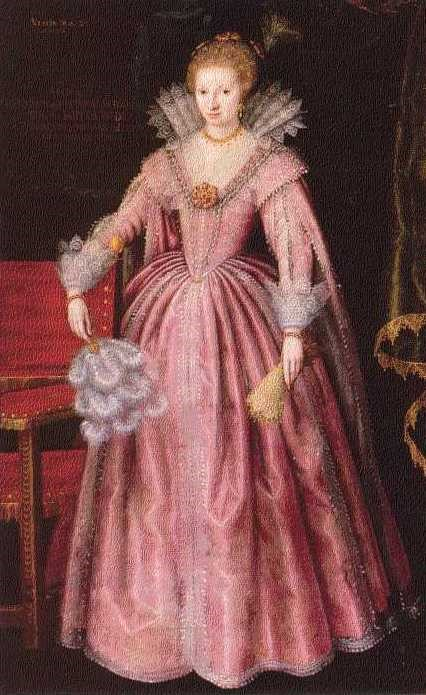
Gravin Anna Johanna van Nassau-Siegen (1594-1636).

## Voorouders
| Voorouders van Magdalena van Waldeck-Wildungen | Voorouders van Magdalena van Waldeck-Wildungen                                                   | Voorouders van Magdalena van Waldeck-Wildungen                                              | Voorouders van Magdalena van Waldeck-Wildungen                                              | Voorouders van Magdalena van Waldeck-Wildungen                                              | Voorouders van Magdalena van Waldeck-Wildungen                                                             | Voorouders van Magdalena van Waldeck-Wildungen                                                             | Voorouders van Magdalena van Waldeck-Wildungen                                                             | Voorouders van Magdalena van Waldeck-Wildungen                                                             |
| ---------------------------------------------- | ------------------------------------------------------------------------------------------------ | ------------------------------------------------------------------------------------------- | ------------------------------------------------------------------------------------------- | ------------------------------------------------------------------------------------------- | --- | --- | --- | --- |
| Betovergrootouders                             | Wolraad I van Waldeck-Waldeck (ca. 1399–1475) ⚭ vóór 1440 Barbara van Wertheim (1420/22–na 1443) | Johan IV van Nassau-Siegen (1410–1475) ⚭ 1440 Maria van Loon-Heinsberg (1424–1502)          | Diederik IV van Runkel (?–1462) ⚭ Anastasia van Isenburg-Wied (?–1429)                      | Johan VII van Rollingen (?–1457) ⚭ ca. 1437 Margaretha van Sierck (?–1496)                  | Gerlach I van Isenburg-Grenzau (?–1485) ⚭ 1425 Jutta van Eppstein-Münzenberg (?–1455)                      | Arnold VII van Sierck (?–1440) ⚭ Eva van Stein (?–1485)                                                    | Nicolaas VI van Hunolstein-Neumagen (?–1453) ⚭ ? (?–?)                                                     | Johan IV van Boulay (?–1468) ⚭ 1435 Elisabeth van Autel (?–1475)                                           |
| Overgrootouders                                | Filips I van Waldeck-Waldeck (1445–1475) ⚭ 1464 Johanna van Nassau-Siegen (1444–1468)            | Filips I van Waldeck-Waldeck (1445–1475) ⚭ 1464 Johanna van Nassau-Siegen (1444–1468)       | Willem van Runkel (?–1489) ⚭ 1454 Irmgard van Rollingen (?–1514)                            | Willem van Runkel (?–1489) ⚭ 1454 Irmgard van Rollingen (?–1514)                            | Gerlach II van Isenburg-Grenzau (?–1500) ⚭ 1455 Hildegard van Sierck (?–1490)                              | Gerlach II van Isenburg-Grenzau (?–1500) ⚭ 1455 Hildegard van Sierck (?–1490)                              | Hendrik van Hunolstein-Neumagen (?–1486) ⚭ 1466 Elisabeth van Boulay (?–1507)                              | Hendrik van Hunolstein-Neumagen (?–1486) ⚭ 1466 Elisabeth van Boulay (?–1507)                              |
| Grootouders                                    | Hendrik VIII van Waldeck-Wildungen (1465–1513) ⚭ vóór 1492 Anastasia van Runkel (?–1502/03)      | Hendrik VIII van Waldeck-Wildungen (1465–1513) ⚭ vóór 1492 Anastasia van Runkel (?–1502/03) | Hendrik VIII van Waldeck-Wildungen (1465–1513) ⚭ vóór 1492 Anastasia van Runkel (?–1502/03) | Hendrik VIII van Waldeck-Wildungen (1465–1513) ⚭ vóór 1492 Anastasia van Runkel (?–1502/03) | Salentijn VII van Isenburg-Grenzau (vóór 1470–1534) ⚭ Elisabeth van Hunolstein-Neumagen (ca. 1475–1536/38) | Salentijn VII van Isenburg-Grenzau (vóór 1470–1534) ⚭ Elisabeth van Hunolstein-Neumagen (ca. 1475–1536/38) | Salentijn VII van Isenburg-Grenzau (vóór 1470–1534) ⚭ Elisabeth van Hunolstein-Neumagen (ca. 1475–1536/38) | Salentijn VII van Isenburg-Grenzau (vóór 1470–1534) ⚭ Elisabeth van Hunolstein-Neumagen (ca. 1475–1536/38) |
| Ouders                                         | Filips IV van Waldeck-Wildungen (1493–1574) ⚭ 1554 Jutta van Isenburg-Grenzau (?–1564)           | Filips IV van Waldeck-Wildungen (1493–1574) ⚭ 1554 Jutta van Isenburg-Grenzau (?–1564)      | Filips IV van Waldeck-Wildungen (1493–1574) ⚭ 1554 Jutta van Isenburg-Grenzau (?–1564)      | Filips IV van Waldeck-Wildungen (1493–1574) ⚭ 1554 Jutta van Isenburg-Grenzau (?–1564)      | Filips IV van Waldeck-Wildungen (1493–1574) ⚭ 1554 Jutta van Isenburg-Grenzau (?–1564)                     | Filips IV van Waldeck-Wildungen (1493–1574) ⚭ 1554 Jutta van Isenburg-Grenzau (?–1564)                     | Filips IV van Waldeck-Wildungen (1493–1574) ⚭ 1554 Jutta van Isenburg-Grenzau (?–1564)                     | Filips IV van Waldeck-Wildungen (1493–1574) ⚭ 1554 Jutta van Isenburg-Grenzau (?–1564)                     |